# Zuid-Nederlands voetbalelftal (mannen)
Het Zuid-Nederlands voetbalelftal, ook wel het Zuidelijk elftal genoemd, was vanaf 1908 het officiële vertegenwoordigende elftal van het zuidelijke district van de Nederlandse voetbalbond (KNVB).

## Opkomst en ondergang
Vanaf 1906 speelden de vertegenwoordigende elftallen van de districten west en oost regelmatig tegen elkaar. Teneinde ook het noordelijke en het zuidelijke district met elkaar in aanraking te laten komen werd er in 1908 door de NVB zowel een noordelijk elftalcommissie (NEC) als een zuidelijk elftalcommissie (ZEC) ingesteld. Beide districten kwamen over het algemeen weinig in contact met voetbal buiten de eigen regio en een dergelijke wedstrijd werd gezien als ideaal middel ter verbetering van het spelpeil.
De spelers voor het zuidelijk elftal werden gekozen uit de beste voetballers van Noord-Brabant, Limburg en Zeeland. Het toch reeds bescheiden programma werd door de uitbraak van de Eerste Wereldoorlog en de daaropvolgende mobilisatie nog verder ingekrompen. De middelen waren dermate beperkt dat de NVB niet langer in staat was financieel bij te dragen aan de organisatie van de Noord-Zuid reeks. Be Quick en Forward hebben daarop voor eigen rekening en risico op 26 maart 1916 en 26 mei 1918 Noord-Zuid georganiseerd en PSV organiseerde onder dezelfde condities op 6 mei 1917 de wedstrijd Zuid-Noord . Een bewijs van de grote prijs die er op deze wedstrijd werd gesteld.
De ZEC had geen gemakkelijke taak. De medewerking van verenigingen, spelers en de (K)NVB liet vooral in het begin regelmatig te wensen over. Zo kwam het meer dan eens voor dat er alsnog competitiewedstrijden werden vastgesteld op dagen waarop de ZEC een oefenwedstrijd had vastgesteld. Het kwam dan ook voor dat het zuidelijk elftal in een seizoen slechts een keer in het veld kwam. Vanaf eind jaren'20 kwam er verbetering in de toestand en werden er gemiddeld vier à vijf wedstrijden per jaar afgewerkt. Tijdens en na de Tweede Wereldoorlog kwam het zuidelijk elftal ook regelmatig in het veld.
Na de Tweede Wereldoorlog was er een verschuiving zichtbaar naar stedelijke en provinciale vertegenwoordigende elftallen. Hierdoor kwam het programma van het zuidelijk elftal in het gedrang. Het zuidelijk elftal verdween uiteindelijk geheel door de invoering van het betaalde voetbal in 1954. Door de grotere competities die dat met zich meebracht bleef er steeds minder ruimte vrij op de kalender voor regionaal vertegenwoordigend voetbal. Daarbij hadden de verenigingen weinig trek hun nu duurbetaalde spelers voor niets af te staan met daarbij nog het risico op blessures. Op 1 juni 1961 werd op het terrein van Vitesse te Arnhem voor de laatste maal aangetreden. Tegenstander in de met 4-1 verloren wedstrijd was het oostelijk elftal. Van Osch van het Tilburgse NOAD scoorde voor 2.500 toeschouwers het allerlaatste doelpunt in de geschiedenis van het zuidelijk elftal. Zo kwam er een einde aan een langjarige traditie.

## Wedstrijden op nationaal niveau
In eerste instantie bleef het programma voornamelijk beperkt tot wedstrijden tegen de vertegenwoordigende elftallen van de overige districten: zuid, oost en west. Vooral het noordelijk elftal was gedurende de eerste jaren een regelmatige tegenstander. Later volgden ook wedstrijden tegen andere combinaties: stedelijke elftallen, provinciale elftallen en ook verenigingen. Deze wedstrijden vonden regelmatig plaats voorafgaande aan interlands van het Nederlands elftal. Na de wedstrijd werd dan afgereisd naar het stadion waar oranje aan moest treden.

## Districtswedstrijden
In de door de (K)NVB vanaf 1910 onregelmatig georganiseerde districtswedstrijden was het zuidelijk elftal drie maal succesvol. In 1923 te Arnhem, in 1935 te Zwolle en in 1937 te Groningen. Respectievelijk werden in de finales verslagen de elftallen van Oost, West en nogmaal West. In 1934 werd de finale verloren van Noord en in 1925 bleef de finale tegen West onbeslist.

## Semi-interlands
Op 20 november 1921 vond de eerste semi-interland plaats tegen Luxemburg. Jarenlang was deze wedstrijd het absolute hoogtepunt van het zuidelijke voetbalseizoen. Met een onderbreking gedurende de Tweede Wereldoorlog duurde de serie tot en met 1956. Op 18 april van dat jaar vond de 28e en tevens allerlaatste semi-interland tegen Luxemburg plaats.

## Bijzonderheden
Op 24 juni 1928 speelde het zuidelijk elftal te Maastricht op het terrein van MVV een wedstrijd tegen de nationale ploeg van Egypte. Egypte was nog in Nederland in verband met de Olympische Spelen, alwaar de Egyptenaren tot de halve finale hadden gereikt. Het zuidelijk elftal verloor met 1-5.
Op 5 juni 1921 speelde het zuidelijk elftal te Tilburg met 0-0 gelijk tegen het Nederlands elftal
Op 10 mei 1924 speelde het zuidelijk elftal te Parijs met 0-0 gelijk tegen Frankrijk dat zich op de Olympische spelen aldaar aan het voorbereiden was.
De wedstrijden van het zuidelijk elftal werden vaak gespeeld op dagen dat ook het Nederlands elftal interlands of proefwedstrijden moest spelen. In het geval dat er een speler uit het zuiden daarvoor werd uitgenodigd kon deze dan ook niet meedoen met het zuidelijk elftal.

## Gespeelde wedstrijden
| Nr.       | Datum            | Locatie                                   | Thuisploeg               | Uitploeg          | Uitslag | Doelpunten                                                          | Bijzonderheden               |
| --------- | ---------------- | ----------------------------------------- | ------------------------ | ----------------- | ------- | ------------------------------------------------------------------- | ---------------------------- |
| 1907-1908 |                  |                                           |                          |                   |         |                                                                     |                              |
| 1         | 2 mei 1908       | Leeuwarden                                | Noord                    | Zuid              | 4-3     | ?                                                                   | -                            |
| 1908-1909 |                  |                                           |                          |                   |         |                                                                     |                              |
| 2         | 28 maart 1909    | Tilburg                                   | Zuid                     | Noord             | 3-3     | Van der Jagt 2, Hoogenberk                                          | -                            |
| 1909-1910 |                  |                                           |                          |                   |         |                                                                     |                              |
| 3         | 13 februari 1910 | Haarlem, terrein Haarlem                  | West                     | Zuid              | 5-1     | e.d. (Heyning)                                                      | Districtswedstrijden         |
| 4         | 13 februari 1910 | Haarlem, terrein Haarlem                  | Noord                    | Zuid              | 2-1     | ?                                                                   | Districtswedstrijden         |
| 1910-1911 |                  |                                           |                          |                   |         |                                                                     |                              |
| 5         | 9 oktober 1910   | Utrecht, terrein Hercules                 | West                     | Zuid              | 4-0     | -                                                                   | Districtswedstrijden         |
| 6         | 9 oktober 1910   | Utrecht, terrein Hercules                 | Noord                    | Zuid              | 2-0     | -                                                                   | Districtswedstrijden         |
| 1911-1912 |                  |                                           |                          |                   |         |                                                                     |                              |
| 7         | 29 oktober 1911  | Deventer                                  | Oost                     | Zuid              | 1-0     | -                                                                   | Districtswedstrijden         |
| 8         | 29 oktober 1911  | Deventer                                  | Zuid                     | Noord             | 5-1     | Dolf van der Nagel, Toon van Son 3, Kant                            | Districtswedstrijden         |
| 1912-1913 |                  |                                           |                          |                   |         |                                                                     |                              |
| 9         | 13 april 1913    | Assen, terrein Achilles                   | Noord                    | Zuid              | 1-3     | Van Niftrik, Jos van Son 2                                          | -                            |
| 1913-1914 |                  |                                           |                          |                   |         |                                                                     |                              |
| 10        | 29 maart 1914    | Tilburg, terrein Willem II                | Zuid                     | Noord             | 3-2     | Ulrich 2, Dulfer                                                    | -                            |
| 1914-1915 |                  |                                           |                          |                   |         |                                                                     |                              |
| -         | -                | -                                         | -                        | -                 | -       | -                                                                   | Geen wedstrijden gespeeld    |
| 1915-1916 |                  |                                           |                          |                   |         |                                                                     |                              |
| 11        | 20 februari 1916 | Amsterdam, terrein Ajax                   | Ajax                     | Zuid              | 2-2     | Felix 2                                                             | 1e keer tegen clubteam       |
| 12        | 26 maart 1916    | Groningen, terrein Be Quick               | Noord                    | Zuid              | 2-6     | e.d (H.Tjeenk Willink), Felix 2, Jos van Son, Toon van Son, Bavinck | -                            |
| 1916-1917 |                  |                                           |                          |                   |         |                                                                     |                              |
| 13        | 22 april 1917    | Den Bosch, terrein Wilhelmina             | Zuid                     | Ajax              | 1-1     | Jos van Son                                                         | -                            |
| 14        | 6 mei 1917       | Eindhoven, terrein PSV                    | Zuid                     | Noord             | 1-0     | Ulrich                                                              | -                            |
| 1917-1918 |                  |                                           |                          |                   |         |                                                                     |                              |
| 15        | 6 april 1918     | Nijmegen                                  | Oost                     | Zuid              | 2-2     | ?                                                                   | -                            |
| 16        | 26 mei 1918      | Groningen, terrein Be Quick               | Noord                    | Zuid              | 2-1     | Felix                                                               | -                            |
| 1918-1919 |                  |                                           |                          |                   |         |                                                                     |                              |
| 17        | 4 mei 1919       | Den Bosch, terrein Wilhelmina             | Zuid                     | Noord             | 3-2     | Van Beurden, Linck 2                                                | -                            |
| 1919-1920 |                  |                                           |                          |                   |         |                                                                     |                              |
| 18        | 25 april 1920    | Leeuwarden, terrein Frisia                | Oost                     | Zuid              | 2-1     | Hoogstede                                                           | Districtswedstrijden, n.v.   |
| 1920-1921 |                  |                                           |                          |                   |         |                                                                     |                              |
| 19        | 6 maart 1921     | Heerlen, terrein O.N.S.                   | Zuid                     | Noord             | 0-1     | -                                                                   | Districtswedstrijden, n.v.   |
| 20        | 6 maart 1921     | Heerlen, terrein O.N.S.                   | Zuid                     | Oost              | 3-0     | Verlegh, Felix 2                                                    | Districtswedstrijden         |
| 21        | 5 juni 1921      | Tilburg, terrein Gemeentelijk Sportpark   | Zuid                     | Nederlands elftal | 0-0     | -                                                                   | -                            |
| 1921-1922 |                  |                                           |                          |                   |         |                                                                     |                              |
| 22        | 20 november 1921 | Esch, terrein Fola Esch                   | Luxemburg                | Zuid              | 1-4     | Schot 3, Jos van Son                                                | 1e semi-interland            |
| 1922-1923 |                  |                                           |                          |                   |         |                                                                     |                              |
| 23        | 5 november 1922  | Maastricht, terrein MVV                   | Zuid                     | Luxemburg         | 2-3     | Soons, Schot                                                        | 2e semi-interland            |
| 24        | 4 maart 1923     | Arnhem, terrein Vitesse                   | Zuid                     | West              | 1-0     | Schot                                                               | Districtswedstrijden         |
| 25        | 4 maart 1923     | Arnhem, terrein Vitesse                   | Zuid                     | Oost              | 5-0     | Verlegh, Schot, Jos van Son, Ghering, Mommers                       | Districtswedstrijden, Finale |
| 1923-1924 |                  |                                           |                          |                   |         |                                                                     |                              |
| 26        | 28 oktober 1923  | Esch, terrein Fola Esch                   | Luxemburg                | Zuid              | 1-3     | Jos van Son, Verlegh 2                                              | 3e semi-interland            |
| 27        | 10 mei 1924      | Parijs                                    | Frankrijk (olympisch XI) | Zuid              | 0-0     | -                                                                   | -                            |
| 1924-1925 |                  |                                           |                          |                   |         |                                                                     |                              |
| 28        | 9 november 1924  | Eindhoven, terrein PSV                    | Zuid                     | Luxemburg         | 4-0     | Jongbloets 3, Ramakers                                              | 4e semi-interland            |
| 29        | 26 april 1925    | Nijmegen, terrein Quick                   | Oost                     | Zuid              | 1-1     | Hermans                                                             | -                            |
| 30        | 21 mei 1925      | Arnhem, terrein Vitesse                   | Zuid                     | Noord             | 2-0     | Terbeek, Gielens                                                    | Districtswedstrijden         |
| 31        | 21 mei 1925      | Arnhem, terrein Vitesse                   | Zuid                     | West              | 0-0     | -                                                                   | Districtswedstrijden, Finale |
| 1925-1926 |                  |                                           |                          |                   |         |                                                                     |                              |
| 32        | 22 augustus 1925 | Waalwijk                                  | Zuid                     | HBS               | 4-1     | ?                                                                   | -                            |
| 33        | 8 november 1925  | Luxemburg, terrein CA Spora Luxemburg     | Luxemburg                | Zuid              | 1-2     | Jos van Son, Van Dijk                                               | 5e semi-interland            |
| 34        | 27 december 1925 | Amsterdam, terrein Het Stadion            | Amsterdams XI            | Zuid              | 2-0     | -                                                                   | -                            |
| 35        | 13 juni 1926     | Tilburg, terrein Gemeentelijk Sportpark   | Zuid                     | Oost              | 4-2     | Soons 4                                                             | -                            |
| 1926-1927 |                  |                                           |                          |                   |         |                                                                     |                              |
| 36        | 10 oktober 1926  | Den Bosch, terrein Wilhelmina             | Zuid                     | Luxemburg         | 2-3     | Hermans 2                                                           | 6e semi-interland            |
| 1927-1928 |                  |                                           |                          |                   |         |                                                                     |                              |
| 37        | 9 oktober 1927   | Differdange, terrein Red Boys Differdange | Luxemburg                | Zuid              | 4-5     | Kools 2, Ghering, Ter Beek, Franken                                 | 7e semi-interland            |
| 38        | 19 februari 1928 | Rotterdam, terrein Sparta                 | Olympisch XI "Rood"      | Zuid              | 3-1     | Remmers                                                             | -                            |
| 1928-1929 |                  |                                           |                          |                   |         |                                                                     |                              |
| 39        | 21 oktober 1928  | Venlo, terrein VVV                        | Zuid                     | Luxemburg         | 4-3     | Van Loon, Ghering, Kools 2                                          | 8e semi-interland            |
| 1929-1930 |                  |                                           |                          |                   |         |                                                                     |                              |
| 40        | 13 oktober 1929  | Esch, terrein Fola Esch                   | Luxemburg                | Zuid              | 1-3     | Van Loon, Lommen, Kools                                             | 9e semi-interland            |
| 41        | 16 maart 1930    | Groningen, terrein Be Quick               | West                     | Zuid              | 2-0     | -                                                                   | Districtswedstrijden         |
| 42        | 16 maart 1930    | Groningen, terrein Be Quick               | Noord                    | Zuid              | 7-2     | ?                                                                   | Districtswedstrijden         |
| 1930-1931 |                  |                                           |                          |                   |         |                                                                     |                              |
| 43        | 19 oktober 1930  | Maastricht, terrein MVV                   | Zuid                     | Luxemburg         | 1-2     | Van Eerd                                                            | 10e semi-interland           |
| 44        | 16 november 1930 | Tilburg, terrein Gemeentelijk Sportpark   | Zuid                     | West 2e klassers  | 5-5     | Remmers, Simons, Boor 3                                             | -                            |
| 45        | 4 januari 1931   | Roermond, terrein Roermond                | Zuid                     | Grazer AK         | 2-2     | Visser, De Leeuw                                                    | -                            |
| 46        | 26 april 1931    | Eindhoven, terrein PSV                    | Zuid                     | Port Vale FC      | 1-5     | Maas                                                                | -                            |
| 1931-1932 |                  |                                           |                          |                   |         |                                                                     |                              |
| 47        | 25 oktober 1931  | Luxemburg, terrein gemeentelijk stadion   | Luxemburg                | Zuid              | 0-0     | -                                                                   | 11e semi-interland           |